# Kser
Il monte Kser con 1.900 m s.l.m. è una cima della Catena Nero-Tolminski Kuk-Rodica.